# Piero Merlo
Piero Merlo (Como, 21 ottobre 1935) è un ex calciatore italiano, di ruolo attaccante.

## Carriera
Dal 1954 al 1956 gioca a Torremaggiore (Foggia) in Promozione Pugliese, nel 1956-1957 è sotto contratto nella SPAL di Ferrara partecipante alla Serie A, senza tuttavia riuscire a esordire in massima serie. Dopo due anni a Chieti in Serie C, viene ceduto al Foggia dove gioca due stagioni, ottenendo nell'annata 1959-1960, la promozione in Serie B, e disputando fra i cadetti l'annata successiva, nella quale con 15 reti all'attivo giunge terzo nella classifica marcatori, senza riuscire tuttavia ad evitare la retrocessione dei pugliesi.
Nell'annata 1961-1962 inizia la stagione alla Reggiana, ma a stagione in corso passa alla Sambenedettese sempre in Serie B. Resterà coi rossoblù marchigiani fino a fine carriera nel 1965.
Ha totalizzato complessivamente 87 presenze e 26 reti in Serie B.

## Palmarès

### Club

#### Competizioni nazionali
- Serie C: 1

Foggia: 1959-1960